# Anton Schynder
Anton Pawlowytsch Schynder (ukrainisch Антон Павлович Шиндер; * 13. Juni 1987 in Sumy) ist ein ukrainischer Fußballspieler.

## Karriere
Schynder wechselte bereits im Jugendbereich nach Deutschland zum SSV Jahn Regensburg und kam dort gegen den SC Pfullendorf erstmals in der Profimannschaft zum Einsatz. Anschließend wechselte er zur SpVgg Greuther Fürth und versuchte auch dort vergeblich den Sprung in den Profibereich zu schaffen. Im Jahre 2008 wurde er vom VfR Aalen verpflichtet und kam dort regelmäßig in der dritten Liga zum Einsatz blieb jedoch ohne Torerfolg. Nach einer Spielzeit in Aalen kehrte er zu Jahn Regensburg zurück. Dort gelang ihm gegen Werder Bremen II sein erstes Tor im Profibereich. Dennoch konnte er sich nicht als Stammspieler etablieren und kehrte folglich in seine Heimat zu Tawrija Simferopol zurück. In Simferopol gelang ihm dann der Durchbruch, er wurde zum Stammspieler und schoss in der Saison 2011/12 elf Tore. Zudem kam er in zwei Testspielen der ukrainischen Nationalmannschaft gegen Tschechien und Bulgarien zu Kurzeinsätzen. Kurz vor Ende der Transferperiode im Sommer 2013 wurde er vom amtierenden ukrainischen Meister Schachtar Donezk verpflichtet. Zu Beginn der Saison 2014/15 wurde er für ein halbes Jahr an Tschornomorez Odessa verliehen.

## Titel und Erfolge
- Aufstieg in die Regionalliga Süd (1): 2008